# Contea di Yi'an
La contea di Yi'an (依安县S, Yī'ān XiànP) è una contea della Cina, situata nella provincia di Heilongjiang e amministrata dalla prefettura di Qiqihar.